# 阿姆哈拉州
阿姆哈拉州是埃塞俄比亚的9个州之一，是阿姆哈拉人的故乡，古称第三区，首府巴赫达尔。它的官方正式名称是阿姆哈拉州国家地区州。它位于埃塞俄比亚的北部。埃塞俄比亚最大的内陆湖塔纳湖和最高点拉斯·达善峰都位于阿姆哈拉州。
阿姆哈拉州西与苏丹共和国毗邻，北与提格雷州毗邻，东与阿法尔州毗邻，西与本尚古勒-古马兹州毗邻，西南与奥罗米亚州毗邻。

## 历史
埃塞俄比亚帝国时期，阿姆哈拉州由多个省份组成，大多数这些省份由当地的土王或部落首领统治。今天阿姆哈拉州的地区与历史上的领域稍稍有些不同。1270年在出生于阿姆哈拉州的耶库诺·阿姆拉克的领导下所罗门王朝强盛，到1600年貢德爾成为新的埃塞俄比亚帝国首都，阿姆哈拉州是该王朝皇帝的核心居住地区。这段时期对中世纪埃塞俄比亚帝国的形成、埃塞俄比亞正統合性教會的传布和加强都非常重要。
阿姆哈拉州最早的历史纪录源于13世纪。比如沃雷伊卢的圣乔治教堂就是1200年左右建造的。
梅卡内·塞拉西大教堂及其教区是埃塞俄比亚皇室最喜欢待的地方。纳奥德开始建造这座教堂（它的名字的意思是三位一体教堂），他的儿子达维特二世统治时建成。一年后，1531年艾哈迈德·伊本·易卜拉欣·加齐率领的入侵军占领大教堂并把它焚毁。葡萄牙传教士弗朗西斯科·阿尔瓦雷斯此前见到过这座教堂，他确认教堂约150英尺长150英尺宽，完全被金箔覆盖，上面镶嵌有宝石、珍珠和珊瑚。

### 21世纪
2014年到2017年的社会运动后阿姆哈拉州民族主义在当地迅速发展，尤其地域要求和精英之间的权力平衡是重要讨论内容。一些当地政治家比如阿薩米紐·齊格得以掌握当地军权。
2019年6月22日当地部分保安武装部队试图政变推翻地方政府。在这个过程中阿姆哈拉州州长阿姆巴切夫·梅孔嫩被刺杀身亡。一名参加反叛的保镖刺杀埃塞俄比亚国防军总参谋长塞拉·梅孔嫩及其副官。埃塞俄比亚总理指责阿姆哈拉州保安军指挥官阿薩米紐·齊格策划指导这次叛变。6月24日齊格在巴赫達爾附近被枪杀。

## 地理

### 河流

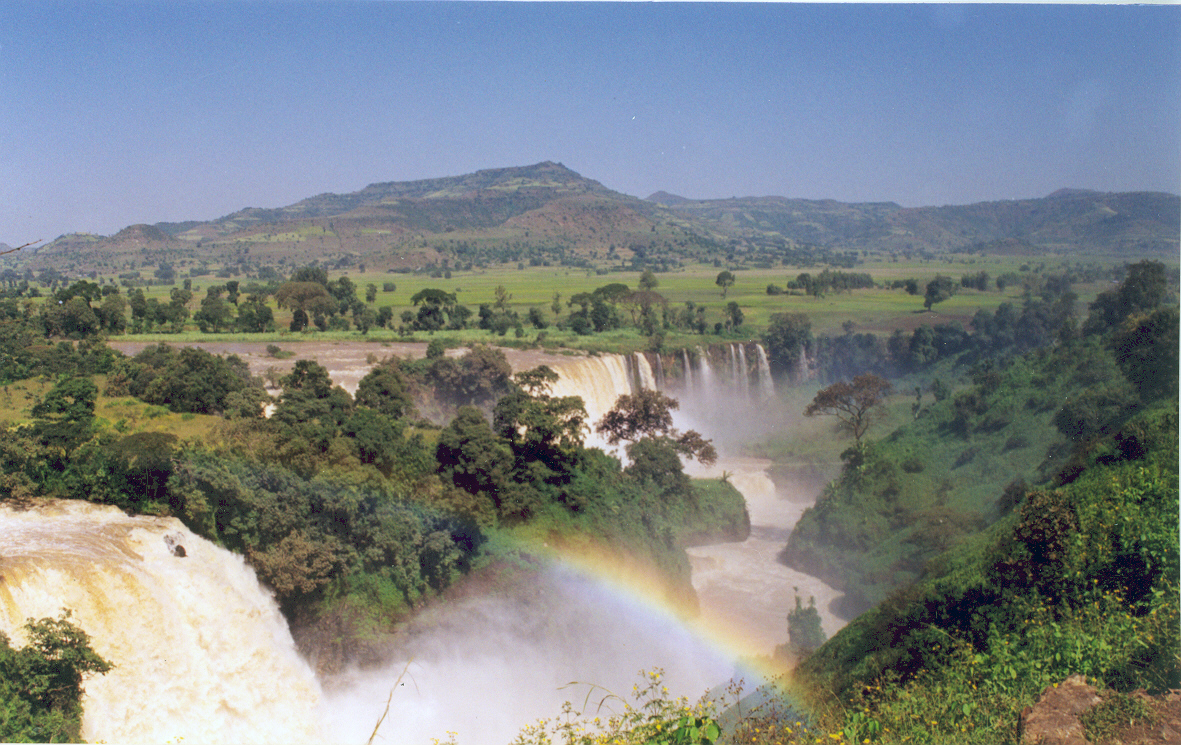
巴赫達爾附近的青尼羅河瀑布

据埃塞俄比亚政府官方网站阿姆哈拉高地获得埃塞俄比亚年度80%的降水量，是全国最富饶和气候最温和的地区。位于巴赫達爾的塔納湖是青尼罗河的源头。6月到9月间青尼罗河水量最大的时候它提供尼罗河总水量的三分之二。1970年埃及阿斯旺水坝建成前青尼罗河和同样源于埃塞俄比亚高原上的阿特巴拉河导致每年尼罗河的大水，带来了尼罗河河谷的富饶，为古埃及文明的起源提供了物质基础，也缔造了埃及神话。

### 塔納湖
塔納湖内有多座岛屿，其数量随水面高度不断变化。据葡萄牙传教士曼努埃尔·代·阿尔梅达的报道在17世纪初湖内有21座岛屿。他描写说这些岛屿“过去大，但是现在缩小了”，其中7或8座上面有修道院。18世纪末詹姆斯•布魯斯来到当地，并写道当地人说岛上有45名居民，但是他认为“真正的数字可能是11名”。一份20世纪中叶的报道说湖里有37座岛屿，其中19座上面有或者曾经有修道院。

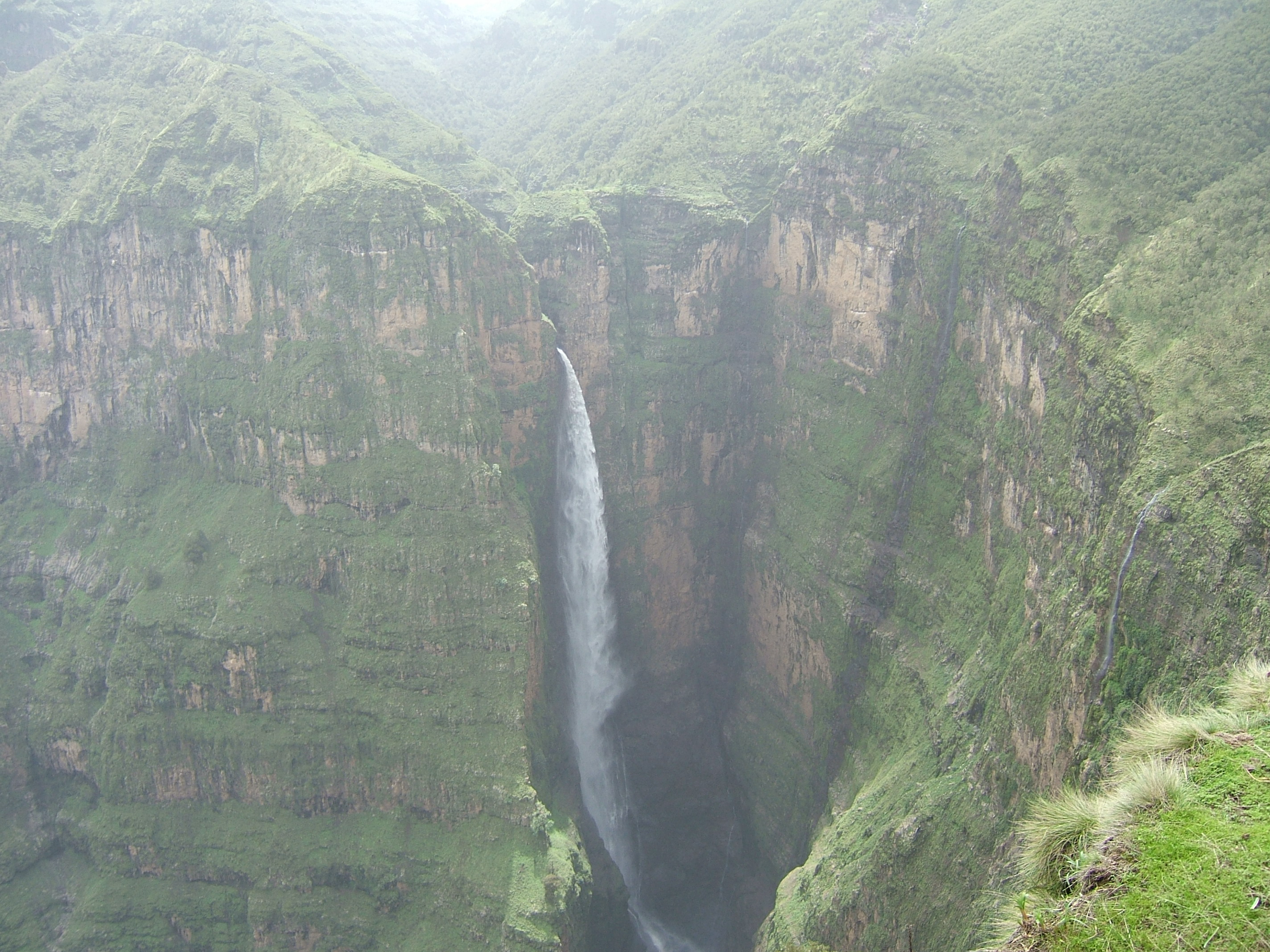
塞米恩山脈里的瀑布

古代埃塞俄比亚的皇帝住在岛上。埃塞俄比亞正統合性教會的宝藏藏在孤独岛屿的修道院里。多名埃塞俄比亚皇帝葬在岛上。
20世纪后期学者保罗·汉兹报道说在一座岛上有一块石头，当地人说圣母玛丽亚从埃及返回耶路撒冷的路上曾经坐在那块石头上休息。当地人还说被基督教传到埃塞俄比亚的弗魯門修斯也被葬在岛上。

## 地标

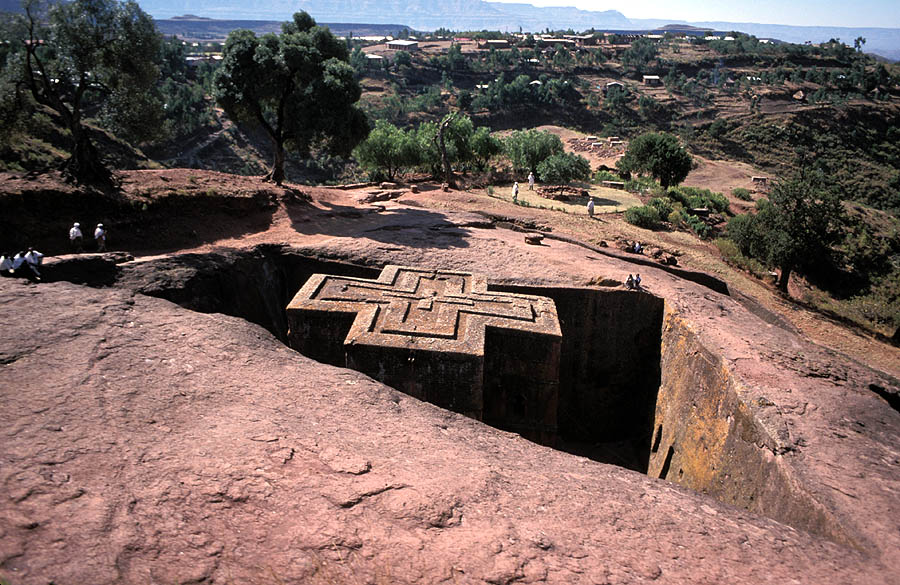
拉利貝拉的教堂之一

阿姆哈拉州拥有埃塞俄比亚所有地区里最多的世界遗产，它拥有众多自然和地理奇迹和神态系统。当地拥有埃塞俄比亚最大的内陆湖，青尼罗河的源头塔納湖。2015年塔納湖因其生物多样化以及国内和国际的重要性被联合国设立为生物圈保护区。塞米恩国家公园是联合国教育、科学及文化组织最早指定的世界遗产之一，它是非洲最早的自然遗产，从1978年开始它就已经获得这个荣誉了。塞米恩国家公园]因为其生物多样性保护的全球性重要性以及其壮丽的景色获得这个称号。塞米恩山脈里的拉斯·达善峰是埃塞俄比亚的最高点，海拔4543米。埃塞俄比亚的第二高峰基地斯·亚瑞得峰（4453米）和第三高峰布瓦赫達山（4437米）也位于塞米恩山脈。公园里有当地独有的生物，其中包括特有種瓦利亞野山羊、獅尾狒和衣索比亞狼等。塞米恩山脈里不同的高度使得阿姆哈拉州拥有许多不同的生态环境，通过生态环境的隔绝形成许多特有种。
阿姆哈拉州也是埃塞俄比亚文化世界遗产数量最高的地区，其中拉利貝拉的石刻教堂与塞内加尔的戈雷岛1978年同时被联合国教育、科学及文化组织设立为非洲最早获得这个称呼的世界文化遗产。
拉利貝拉的磐石教堂每年在埃塞俄比亚吸引最高数量的朝圣者。1187年穆斯林占领耶路撒冷后拒绝让埃塞俄比亚的朝圣者进入耶路撒冷，因此他们在这里建造了新耶路撒冷。1979年联合国教科文组织把法西尔盖比加入世界遗产。从1636年到1864年两个多世纪里法西尔盖比的王宫是埃塞俄比亚皇帝在其首都貢德爾的住处。它由约20座宫殿、王家建筑、王家图书馆、一座办公厅、一座宴会厅、马圈、级别高的教堂、修道院以及其它特殊的公共和私有建筑组成。这些建筑是不同皇帝在貢德爾是埃塞俄比亚首都期间建筑的。整个建筑群占地70平方千米。

## 人口

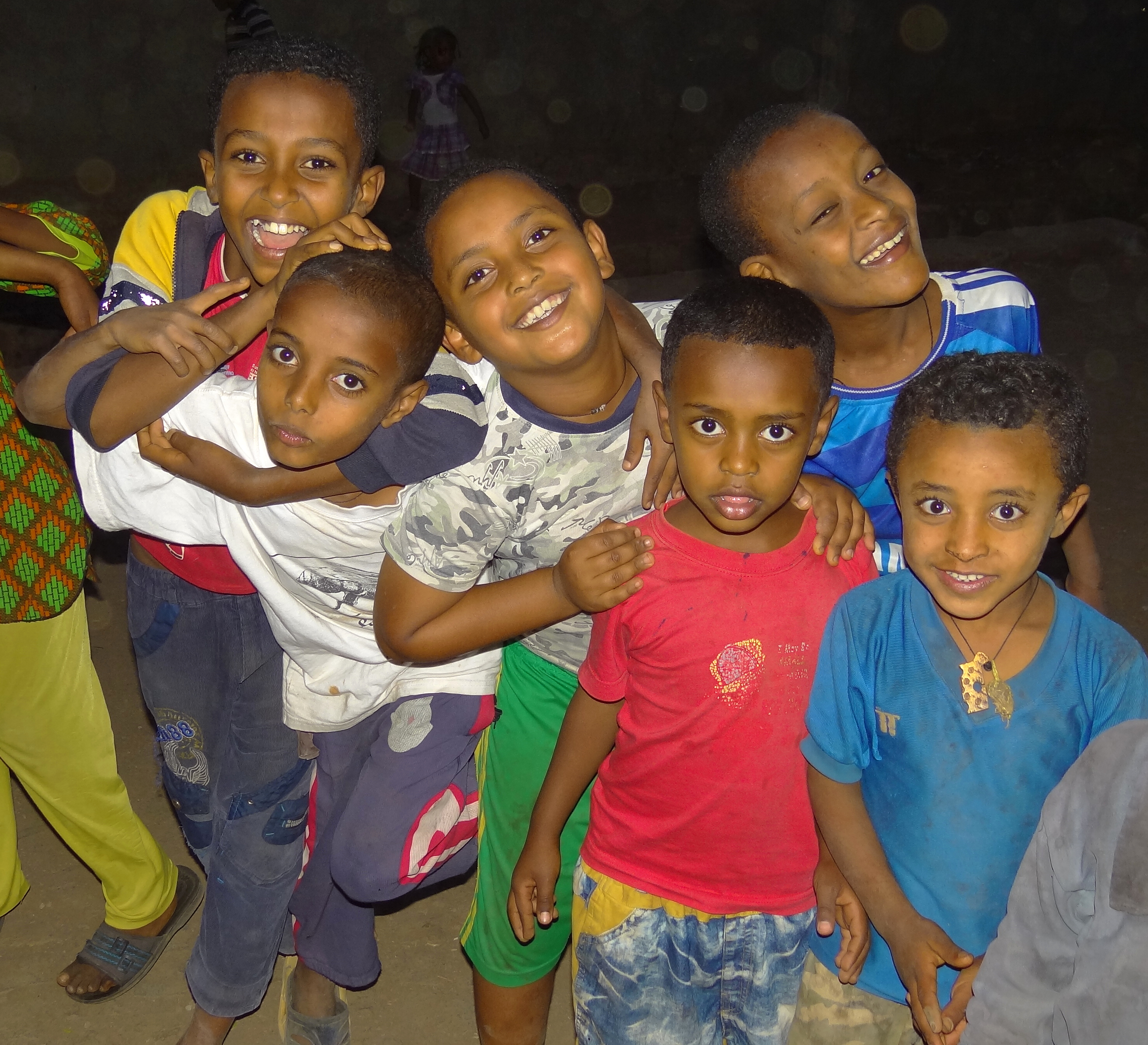
巴赫達爾市内的阿姆哈拉人儿童

根据埃塞俄比亚中央统计局2007年进行的人口普查数据阿姆哈拉州估计共有1722万1976名居民。其中864萬1580名男子和858萬0396名女子。211萬2595人（12.27%）为城市居民。当地的总面积估计为15萬4708.96平方公里，由此得出其人口密度为每平方公里108.2人。整个地区有398万3768个户，由此获得平均每户4.3人。其中城市每户平均3.3人，农村平均每户4.5人。
根据1994年发表的数据当地的居民总数为1383萬4297人，其中694萬7546名男子和688萬6751名女子。其中城市人口为126萬5315人，农村人口为1256萬8982人（约90%）。其中81.5%信奉埃塞俄比亚正教、18.1%信奉伊斯兰教、0.1%信奉新教。主要民族为阿姆哈拉人，占总人数得着91.2%，其它民族包括奥罗莫族（3%）、阿高族（2.7%）等。
据埃塞俄比亚中央统计局数据28%的居民能够获得干净的饮水，其中包括19.89%的农村居民和91.8%的城市居民。2005年其它生活水平指标包括：17.5%的居民有最低级的医疗服务、成年男子识字率为54%，女子为25.1%、地区婴儿死亡率为1000名出生中有94名死亡，这个数字大于埃塞俄比亚全国的平均（77名），其中半数这些死亡发生于出生后的第一个月内。

### 民族
当地91.47%的居民属于说闪米特语族语言的安哈拉人。其它民族大多数属于说亚非语系语言的民族，其中包括奥罗莫人、贝塔以色列人等。古穆兹人也居住在阿姆哈拉州，他们说尼罗-撒哈拉语系语言。
| 名族                     | 1994年人口普查 | 2007年人口普查 |
| ------------------------ | -------------- | -------------- |
| 安哈拉人                 | 91.2%          | 91.47%         |
| 阿古人（阿維地區）       | 2.7%           | 3.46%          |
| 奥罗莫人                 | 3%             | 2.62%          |
| 阿古人（瓦格哈姆拉地區） | 1%             | 1.39%          |
| 阿尔戈巴人               | 0.3%           | 0.41%          |
| 奇门特人                 | 1.2%           | N/A            |
| 提格利尼亞人             | 0.9%           | 0.65           |

### 宗教
Religion in Amhara Region (2007)
阿姆哈拉州最主要的宗教是埃塞俄比亞正統合性教會，它在埃塞俄比亚文化中起中心作用。据2007年人口普查当地82.5%的居民信奉埃塞俄比亚正统基督教，穆斯林占17.2%，0.2%信奉基督新教。埃塞俄比亞正統合性教會与亞歷山大科普特正教會之间联系密切。复活节和主顯節是最重要的宗教节日，当地居民举办神事、宴会和舞蹈庆祝这两个节日。每年还有多个禁食日，在这些日子里只能吃蔬菜和鱼。过去女孩子14岁结婚，在20世纪里女子婚姻的最低年龄被提高到18岁。
婚姻往往是包办婚姻，男子一般在20岁左右结婚。一般在教堂里结婚后离婚受到社会谴责。婚姻双方的家庭各举办一次宴会。
传统孩子出生后一名祭司会到孩子家祝福新生儿。母子在出生后40天里待在家里恢复体力和心力。男孩在出生第40天，女孩在出生第80天去教堂受洗礼。

## 经济

### 工业
阿姆哈拉州有一些工业区，有些正在建筑中。康博查工业园花费9000万美元建成，工业园内有2万人工作。阿雷蒂工业园和德布雷比尔汉工业园正在建造中。

### 农业

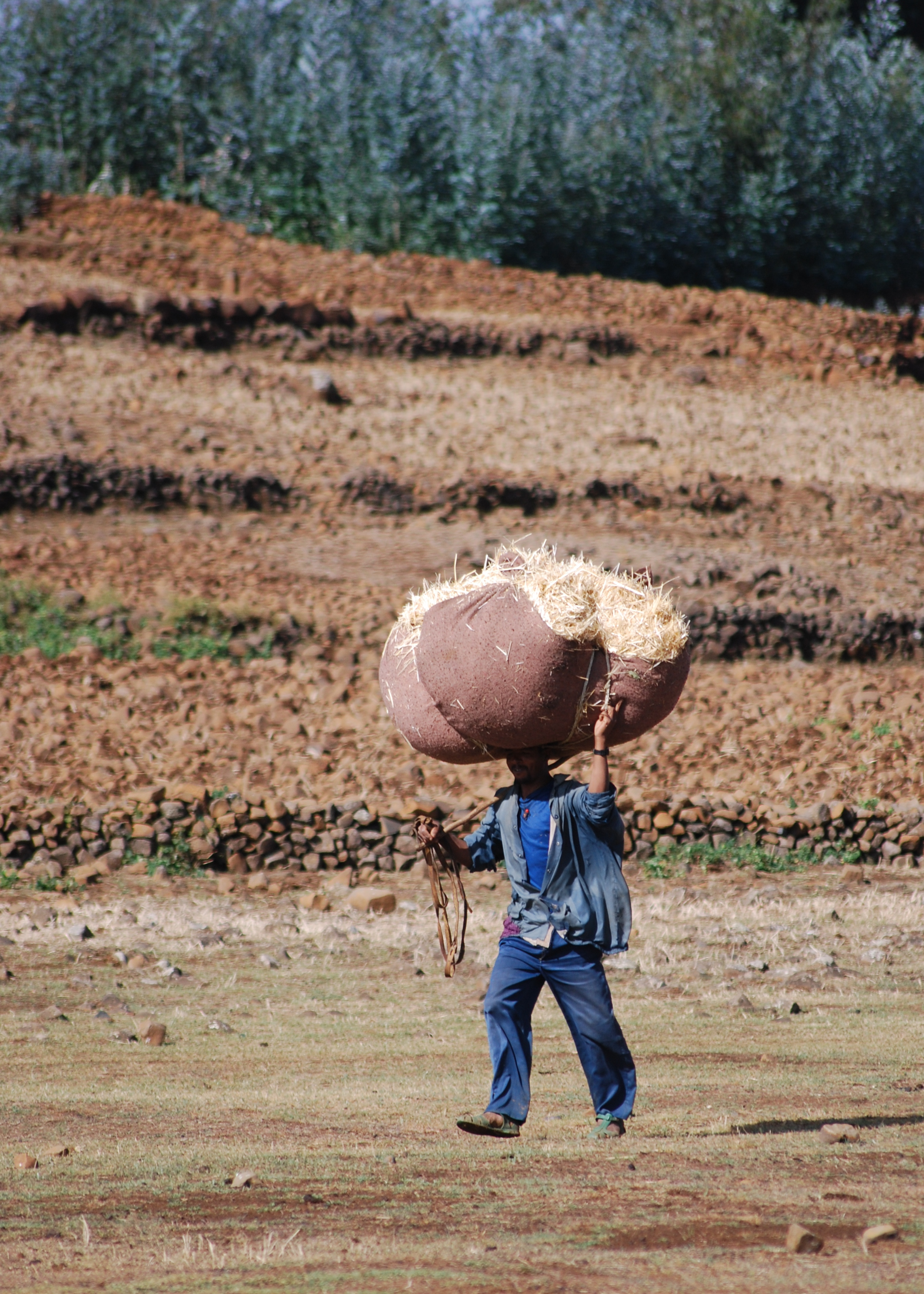
一名农民把收获的牧草背回家

阿姆哈拉州约90%的居民是农村居民，他们以农业为生，这些人大多数生活在埃塞俄比亚高原上。大麦、玉米、杂谷、小麦、高粱、苔麸以及豆类、辣椒、鹰嘴豆和其它蔬菜是最重要的农作物。在高地作物每年收获一次，在低地有可能收成两次。畜牧业养殖牛、绵羊和山羊。根据埃塞俄比亚中央统计局的估计阿姆哈拉州2005年共有969萬4800头牛（占埃塞俄比亚牛总数的25%）、639萬0800头绵羊（36.7%）、410萬1770头山羊（31.6%）、25萬7320匹马（17%）、8900头驴子（6%）、140萬0030头骡子（55.9%）、1萬4270头骆驼（3.12%）、844萬2240头猪（27.3%）、91萬9450窝蜂（21.1%）。

## 教育

### 公费大学
阿姆哈拉州有10座公费大学。
- 巴赫達爾大学，2001年设立
- 德卜勒伯尔汉大学，2007年设立
- 德卜勒马科斯大学，2007年设立
- 因吉巴拉大学，2015年设立
- 卧罗大学，2007年设立
- 貢德爾大学，2003年设立
- 德卜勒塔博尔大学，2008年设立
- 沃爾迪亞大学，2011年设立
- 梅克德拉安巴大学，2020年设立[24]
- 德巴尔克大学，2020年设立

## 政府
阿姆哈拉州政府由州长领导的行政部门、州议会组成的立法部门和由州最高法院领导的执法部门组成。

### 行政部门
行政部门的领导人是阿姆哈拉州的首席行政长官。现首席行政长官于2021年9月30日当选，是繁荣党人士。州政府包括卫生、教育等20多个部门。

### 司法部门
阿姆哈拉州的司法機關分三级。最低级的是普通上诉法院。区法院是中级法院系统。中级法院系统中有四个上诉法院，每个上诉法院可以对一个行政区里地区和县法院的判决再审。这个级别的法院审判时由三个被选举的法官组成的审判组审判。
最高级的法院是阿姆哈拉州最高法院，是阿姆哈拉州最高级别的上诉法院。这个法院的审判组由7名法官组成，他们可以对上诉法院的上诉再审，他们可以对有限的内容驳回原审。最高法院的最高法官是阿姆哈拉州最高法院院长。

### 立法部门
州议会是阿姆哈拉州的最高官方机构，它有294名议员。

### 国家政治
138名埃塞俄比亚人民代表院议员代表阿姆哈拉州。

### 行政区
与埃塞俄比亚其他地区一样阿姆哈拉州下分行政区。
- 阿古阿維地區
- 東戈賈姆地區
- 奧羅米亞地區
- 北貢德爾地區
- 南貢德爾地區
- 北施瓦地區
- 北沃洛地區
- 南沃洛地區
- 瓦格哈姆拉地區
- 西戈賈姆地區

巴赫達爾特区